# Emiliano Revilla
Emiliano Revilla Sanz (nascut a Ólvega, Sòria, en 1928) és un empresari espanyol. Emiliano va impulsar la industrialització d'aquest poble amb la creació de la fàbrica d'embotits "Revilla".
Va ser segrestat en Madrid el 24 de febrer de 1988 per l'organització armada ETA. El seu segrest va durar 249 dies. El 30 d'octubre és alliberat pels seus captors.
Actualment és Regidor d'Hisenda, Pressupostos, Patrimoni, Especial de Comptes, Promoció i Desenvolupament Econòmic i Tinent Alcalde del seu poble natal, Ólvega, en el qual ha impulsat importants obres com el Centre Social, el Centre de Salut, la variant o l'assentament de diverses empreses en la localitat mitjançant la creació d'un gran polígon industrial que porta el seu nom. El març de 2012 va accedir a reunir-se a la presó de Nanclares de la Oca amb el cap del comando que el va segrestar, José Luis Urrusolo Sistiaga.